# Andrij Michnow
Andrij Pawlowytsch Michnow (ukrainisch Андрій Павлович Міхнов, russisch Андрей Павлович Михнов Andrei Pawlowitsch Michnow; * 26. November 1983 in Kiew, Ukrainische SSR, Sowjetunion) ist ein ukrainischer Eishockeyspieler, der seit 2022 bei Steaua Bukarest in der rumänischen Eishockeyliga unter Vertrag steht. Sein Bruder Alexei ist ebenfalls ein professioneller Eishockeyspieler.

## Karriere

### Club
Andrij Michnow begann seine Karriere als Eishockeyspieler in der kanadischen Juniorenliga Ontario Hockey League, in der er von 2001 bis 2003 für die Sudbury Wolves, die ihn beim CHL Import Draft 2001 in der zweiten Runde an insgesamt 75. Position gezogen hatten, den Kingston Frontenacs und den Toronto St. Michael’s Majors aktiv war. In diesem Zeitraum wurde er zudem im NHL Entry Draft 2002 in der zweiten Runde als insgesamt 62. Spieler von den St. Louis Blues ausgewählt, für die er allerdings nie spielte. Stattdessen kehrte er nach Europa zurück, wo er 2003 einen Vertrag in Russland beim HK Lada Toljatti unterschrieb. Für Lada Toljatti gab er im Laufe der Saison 2004/05 sein Debüt in der Superliga, nachdem er bereits im Vorjahr für Ladas zweite Mannschaft in der drittklassigen Perwaja Liga aktiv gewesen war. Die Saison 2004/05 beendete der Ukrainer bei Ladas Superliga-Konkurrenten Salawat Julajew Ufa, kehrte jedoch nach Saisonende zu Lada Toljatti zurück und erzielte in der Saison 2005/06 in 42 Spielen vier Tore und gab fünf Vorlagen. In diesem Jahr gewann er mit Lada auch den IIHF Continental Cup.
Von 2006 bis 2008 spielte Michnow jeweils ein Jahr lang für Ak Bars Kasan und den HK Traktor Tscheljabinsk in der Superliga. Zur Saison 2008/09 unterschrieb der ukrainische Nationalspieler erneut beim HK Lada Toljatti, der zuvor in die neu gegründete Kontinentale Hockey-Liga aufgenommen worden war. Nachdem sich Toljatti 2010 aufgrund finanzieller Probleme aus der KHL zurückziehen musste, wechselte er innerhalb der Liga zu Neftechimik Nischnekamsk. Im Anschluss an die Saison 2010/11 wurde sein Vertrag nicht verlängert. Daraufhin ging er in die zweite Mannschaft des HK Donbass Donezk, mit der er in der Professionellen Hockey-Liga ukrainischer Meister wurde. Im Folgejahr wechselte er zum Ligakonkurrenten HK Berkut. Zwar gewann er mit dem Hauptstadtteam die Hauptrunde der Spielzeit 2012/13, der Verein wurde aber vor Beginn der Playoffs aus finanziellen Gründen vom Spielbetrieb ausgeschlossen. Im Anschluss an diese Saison wechselte er in die belarussische Extraliga zu Metallurg Schlobin. Dabei erreichte er in der Spielzeit 2015/16 nach Wiktor Andruschtschenko vom Meister HK Schachzjor Salihorsk die zweitbeste Plus/Minus-Bilanz der Liga. Von 2015 bis 2018 spielte er für dessen Ligakonkurrenten HK Junost Minsk, mit dem er 2016 belarussischer Meister wurde und 2018 den IIHF Continental Cup gewann. 2017 war er zudem Topscorer, Torschützenkönig und bester Vorlagengeber der belarussischen Extraliga geworden. 2018 wechselte er zum GKS Tychy, mit dem er 2019 polnischer Meister wurde, in die polnische Ekstraliga. 2019 kehrte er für ein Jahr nach Schlobin zurück und schloss sich anschließend dem HK Sokil Kiew aus der Ukrainischen Eishockeyliga an. 2021 wurde er in das First All-Star-Team der Liga gewählt und mit dem goldenen Eishockeyschläger ausgezeichnet. Mit den Hauptstädtern wurde er 2022 ukrainischer Meister und Pokalsieger. Seit 2022 spielt er bei Steaua Bukarest in der rumänischen Eishockeyliga.

### International
Für die Ukraine nahm Michnow an der Weltmeisterschaft der Top-Division 2006, sowie den Weltmeisterschaften der Division I 2009, als er zum besten Stürmer des Turniers gewählt wurde, 2010, als er gemeinsam mit dem Österreicher Oliver Setzinger der beste Vorlagengeber und nach seinem Landsmann Kostjantyn Kasjantschuk zweitbester Scorer des Turniers war, 2011, 2012, 2013, 2014, 2015, als er zum besten Spieler seiner Mannschaft gewählt wurde, 2016, 2018, 2019, als er gemeinsam mit seinem Landsmann Witalij Ljalka und dem Polen Filip Komorski zweitbester Scorer nach Komorskis Landmann Damian Kapica wurde, und 2022 teil.
Zudem stand er für die ukrainische Mannschaft bei den Olympiaqualifikationen für die Spiele in Vancouver 2010 und in Sotschi 2014, bei denen die Ukrainer jeweils bei den Turnieren der zweiten Qualifikationsrunde scheiterten, auf dem Eis. Auch bei der Qualifikation für die Winterspiele 2018 in Pyeongchang spielte Michnow für die Ukraine. Hier schied er jedoch mit seinem Team bereits in der ersten Qualifikationsrunde im Februar 2016 durch eine 1:2-Niederlage gegen Japan aus. Auch bei der Qualifikation für die Olympischen Winterspiele in Peking 2022 vertrat er seine Farben.

## Erfolge und Auszeichnungen
- 2002 OHL Second All-Rookie-Team
- 2006 Gewinn des IIHF Continental Cup mit dem HK Lada Toljatti
- 2009 Bester Stürmer bei der Weltmeisterschaft der Division I, Gruppe B
- 2010 Meiste Vorlagen bei der Weltmeisterschaft der Division I, Gruppe A
- 2012 Ukrainischer Meister mit dem HK Donbass Donezk
- 2013 Aufstieg in die Division I, Gruppe A, bei der Weltmeisterschaft der Division I, Gruppe B
- 2016 Belarussischer Meister mit dem HK Junost Minsk
- 2016 Aufstieg in die Division I, Gruppe A, bei der Weltmeisterschaft der Division I, Gruppe B
- 2017 Belarussischer Vizemeister mit dem HK Junost Minsk
- 2017 Topscorer, Torschützenkönig und meiste Torvorlagen der belarussischen Extraliga
- 2018 Gewinn des IIHF Continental Cups mit dem HK Junost Minsk
- 2018 Belarussischer Vizemeister mit dem HK Junost Minsk
- 2019 Polnischer Meister mit dem GKS Tychy
- 2021First All-Star-Team der Liga und goldener Eishockeyschläger der ukrainischen Eishockeyliga
- 2022 Ukrainischer Meister und Pokalsieger mit dem HK Sokil Kiew

## Statistik
(Stand: Ende der Saison 2022/23)